# Terrenate (kommun)
Terrenate är en kommun i Mexiko.   Den ligger i delstaten Tlaxcala, i den sydöstra delen av landet, 130 km öster om huvudstaden Mexico City.
Följande samhällen finns i Terrenate:
- Terrenate
- San José Villarreal
- Guadalupe Victoria